# Муньос Мехия, Даниэль
Даниэ́ль Му́ньос Мехи́я (исп. Daniel Muñoz Mejía; род. 26 мая 1996, Амальфи, Антьокия) — колумбийский футболист, защитник клуба «Кристал Пэлас» и сборной Колумбии.

## Клубная карьера
В 2017 году Муньос сделал свои первые шаги в профессиональном футболе, подписав контракт с клубом «Агилас Дорадас». 4 февраля 2017 года дебютировал за клуб в матче чемпионата Колумбии против «Америки Кали» (0:0). 2 марта 2017 года дебютировал на Южноамериканском кубке в матче против «Расинга» из Авельянеды (0:1). Первый гол был забит 23 сентября 2018 года в матче чемпионата против клуба «Итагуи Леонес» (2:1).
26 июня 2019 года Муньос перешёл в клуб «Атлетико Насьональ», за который болел с детства. Дебютировал за эту команду 14 июля 2019 года в матче чемпионата против «Онсе Кальдас» (2:1). Свой первый гол он забил 7 августа 2019 года в матче чемпионата против клуба «Атлетико Уила» (4:1). В начале 2020 года Муньос получил капитанскую повязку после ухода из клуба Алексиса Энрикеса и Даниэля Боканегры. 6 февраля 2020 года забил первый гол на Южноамериканском кубке в матче против «Уракана» (3:0).
1 июля 2020 года Муньос подписал контракт с бельгийским клубом «Генк» на 4 года с возможностью продления на год, сумма трансфера составила примерно 5 миллионов долларов. Дебют за новый клуб состоялся 9 августа 2020 года в матче чемпионата Бельгии против «Зюлте-Варегем» (1:2). После нескольких матчей в центре полузащиты ему удалось завоевать постоянное место в центре защиты вместе со своими соотечественниками Карлосом Куэстой и Джоном Лукуми. Даже когда тренер Джон ван ден Бром вернулся к схеме с 4 защитниками, Муньос остался бесспорным игроком стартового состава в «Генке»: он не пропустил ни одного матча лиги в своём дебютном сезоне. Он также сыграл важную роль в победе своей команды в Кубке Бельгии, забив гол и сделав результативную передачу в четвертьфинальном матче против «Мехелена» и отдав голевую передачу на Пола Онуачу в полуфинальном матче против «Андерлехта». В сезоне 2020/2021 «Генк» занял второе место в таблице, став вице-чемпионом Бельгии.

## Карьера в сборной
27 августа 2019 года Муньос впервые получил вызов в сборную Колумбии от главного тренера Карлуша Кейроша на товарищеские матчи против Бразилии и Венесуэлы, однако не принял в них участие из-за травмы. Дебютировал за сборную 3 июня 2021 года в отборочном матче чемпионата мира 2022 против сборной Перу (3:0), выйдя на замену на 56-й минуте, но был удалён с поля уже спустя 3 минуты. 10 июня 2021 года был вызван на Кубок Америки.

## Статистика

### Клубная
| Выступление        | Выступление         | Выступление      | Лига | Лига | Кубки | Кубки | Континент. | Континент. | Итого | Итого |
| Клуб               | Лига                | Сезон            | Игры | Голы | Игры  | Голы  | Игры       | Голы       | Игры  | Голы  |
| ------------------ | ------------------- | ---------------- | ---- | ---- | ----- | ----- | ---------- | ---------- | ----- | ----- |
| Агилас Дорадас     | Категория Примера A | 2017             | 30   | 0    | 5     | 0     | 2          | 0          | 37    | 0     |
| Агилас Дорадас     | Категория Примера A | 2018             | 32   | 3    | 2     | 0     | 0          | 0          | 34    | 3     |
| Агилас Дорадас     | Категория Примера A | 2019             | 19   | 0    | 0     | 0     | 4          | 0          | 23    | 0     |
| Агилас Дорадас     | Итого               | Итого            | 81   | 3    | 7     | 0     | 6          | 0          | 94    | 3     |
| Атлетико Насьональ | Категория Примера A | 2019             | 20   | 7    | 4     | 0     | 0          | 0          | 24    | 7     |
| Атлетико Насьональ | Категория Примера A | 2020             | 6    | 0    | 0     | 0     | 2          | 1          | 8     | 1     |
| Атлетико Насьональ | Итого               | Итого            | 26   | 7    | 4     | 0     | 2          | 1          | 32    | 8     |
| Генк               | Про-лига            | 2020/2021        | 40   | 0    | 4     | 1     | —          | —          | 44    | 1     |
| Генк               | Итого               | Итого            | 40   | 0    | 4     | 1     | —          | —          | 44    | 1     |
| Всего за карьеру   | Всего за карьеру    | Всего за карьеру | 147  | 10   | 15    | 1     | 8          | 1          | 170   | 12    |

### В сборной
| № | Дата         | Соперник  | Счёт | Турнир                       |
| 1 | 3 июня 2021  | Перу      | 3:0  | Отбор на чемпионат мира 2022 |
| 2 | 13 июня 2021 | Эквадор   | 1:0  | Кубок Америки 2021           |
| 3 | 17 июня 2021 | Венесуэла | 0:0  | Кубок Америки 2021           |
| 4 | 23 июня 2021 | Бразилия  | 1:2  | Кубок Америки 2021           |

Итого: 4 матча; 2 победы, 1 ничья, 1 поражение.

## Достижения
Генк
- Обладатель Кубка Бельгии: 2020/21

«Кристал Пэлас»
- Обладатель Кубка Англии: 2024/25
- Обладатель Суперкубка Англии: 2025

Сборная Колумбии
- Бронзовый призёр Кубка Америки: 2021